# Alrosa
Alrosa (rusky АЛРОСА) je ruská polostátní skupina zabývající se těžbou a zpracováním diamantů. Jedná se o největšího těžaře diamantů na světě co do jejich množství. Doly a rezervy má společnost v Jakutsku a v Archandělské oblasti, dále pak v Africe. Historie skupiny sahá do roku 1954, kdy byl v Rusku nalezen první zdroj diamantů, sopečný komín Zarnica, a další rok potom dalších 15 lokalit. Společnost jako taková byla založena 19. února 1992 a má sídlo v Mirném v Jakutsku. Název pochází ze spojení Алмазы России — Саха, čili Diamanty Ruska - Sacha.